# Hypodoria orbitalis
Hypodoria orbitalis är en tvåvingeart som beskrevs av Townsend 1927. Hypodoria orbitalis ingår i släktet Hypodoria och familjen parasitflugor. Inga underarter finns listade i Catalogue of Life.